# Jimeno Garcés, kralj Pamplone
Jimeno II. Garcés (baskijski: Semeno Gartzez; umro 29. svibnja 931.) bio je brat kralja Sanča I. od Pamplone te sin Garcíje Jiméneza i njegove druge supruge, Dadilde iz Pallarsa. On je vladao od 925. do smrti. 
Iako se ponekad navodi da je bio regent svog nećaka Garcíje, barem jedan dokument u kojem se pojavljuju imenuje njega, a ne nećaka kao kralja. 
Godine 927. on je poveo vojsku na jug kako bi podržao svog rođaka iz klana Banu Qasi, uzrokujući da se Abd-ar-Rahman III, emir Córdobe, nećak Jimenove supruge, povuče ne izazivajući bitku.
Jimeno je oženio Sanču Aznárez, sestru Sančove kraljice Tode Aznárez i unuku kralja Fortúna Garcésa. Imao je s njom: Garcíju, koji je otišao s majkom u Gaskonju; Sanča, koji je oženio Quissilo, kćer Garcíje, grofa od Baila; i Dadildis, suprugu Muse Aznara ibn al-Tawila, walija od Huesce. 
S ljubavnicom je imao drugog sina po imenu García, koji je umro u Córdobi.